# Argyrothelaira froggattii
Argyrothelaira froggattii är en tvåvingeart som beskrevs av Townsend 1916. Argyrothelaira froggattii ingår i släktet Argyrothelaira och familjen parasitflugor. Inga underarter finns listade i Catalogue of Life.